# Werner Blum

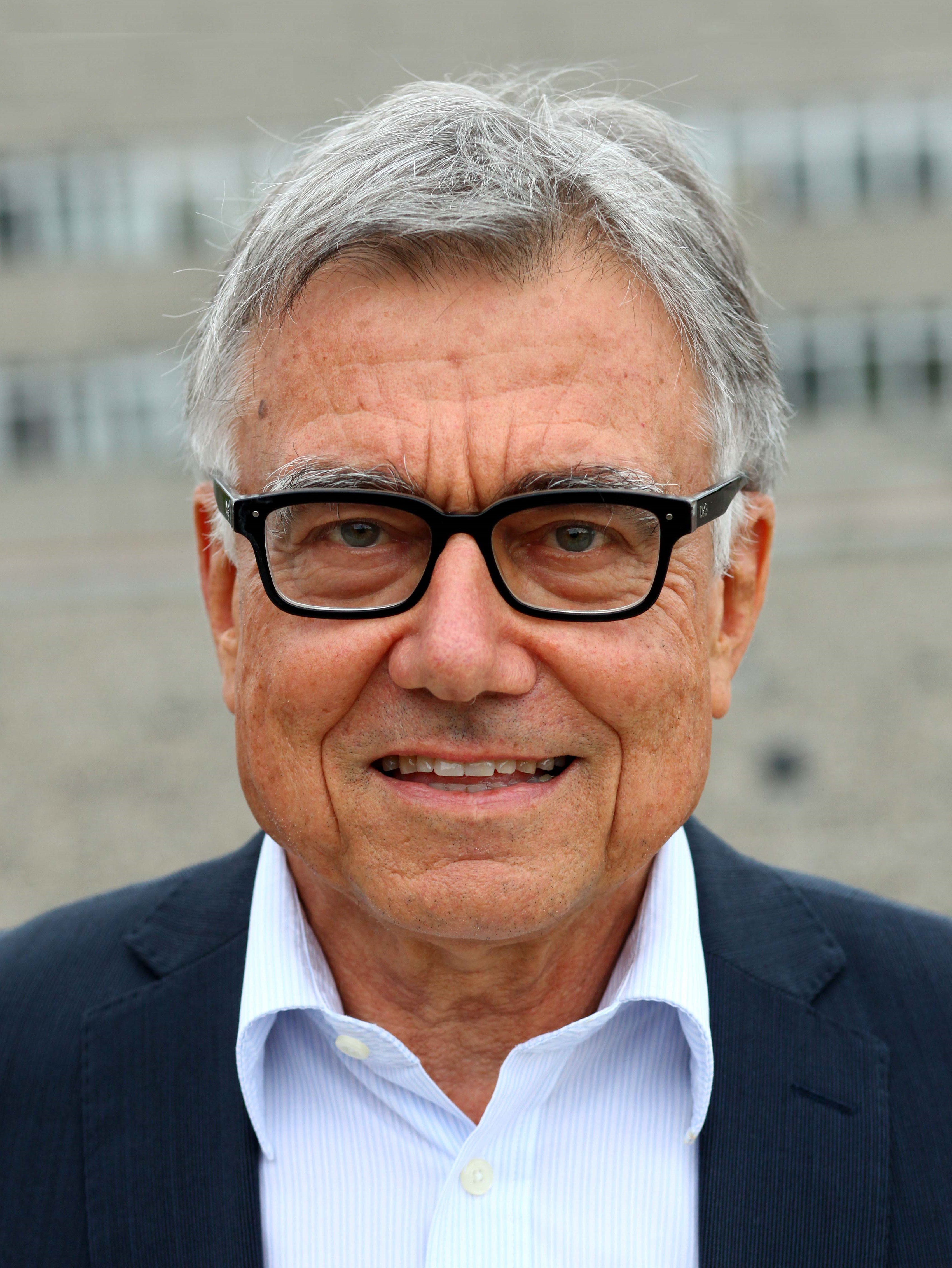
Werner Blum

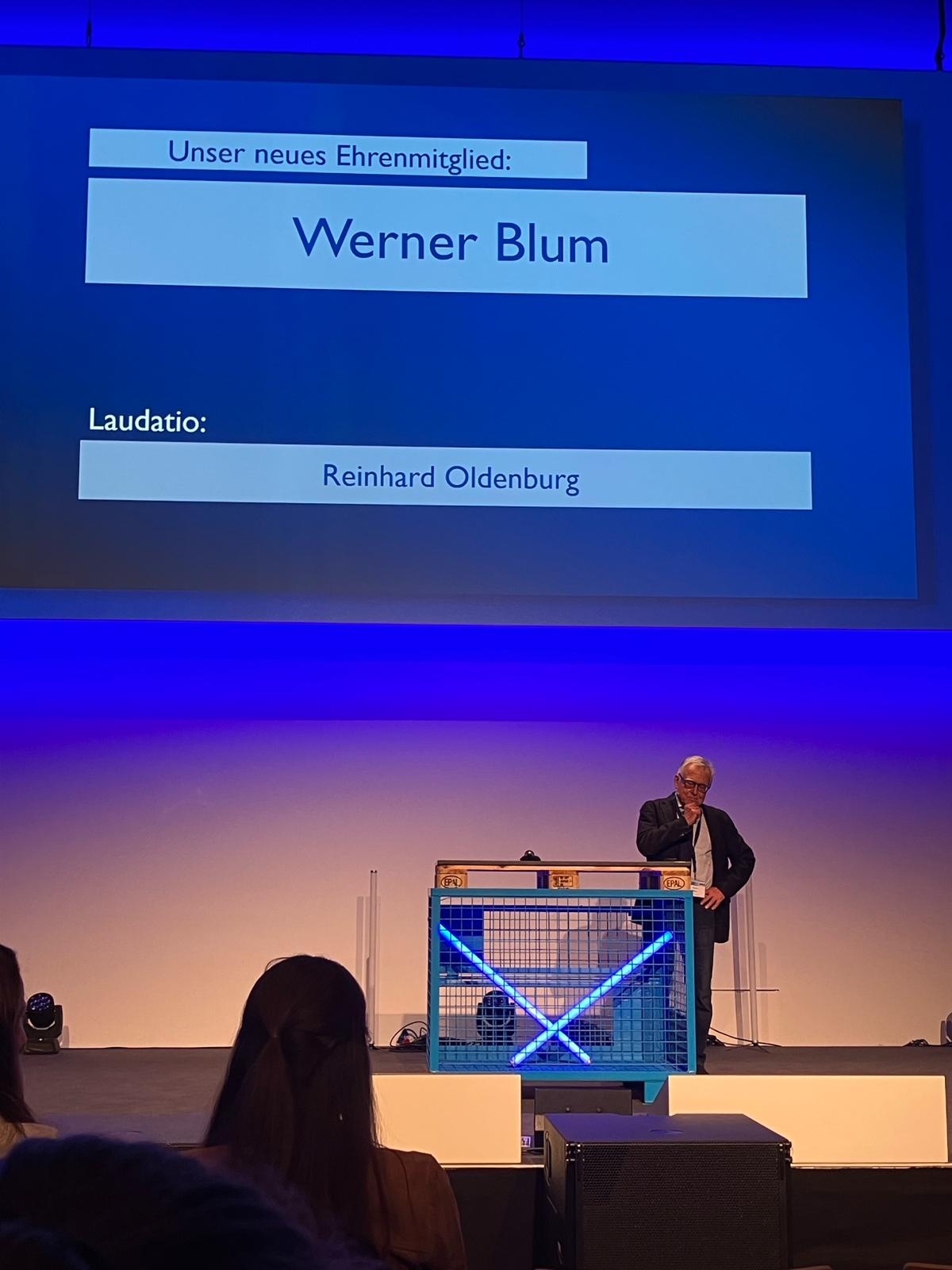
Werner Blum am 7. März 2024 bei seiner Rede zur GDM-Ehrenmitgliedschaft in Essen

Werner Blum  (* 30. Mai 1945 in Pforzheim) ist ein deutscher Mathematiker und Hochschullehrer.

## Leben und Forschung
Blum machte sein Abitur 1965 am Hebel-Gymnasium in Pforzheim und studierte von 1965 bis 1969 Mathematik an der Universität TH Karlsruhe. Nach dem Diplom war er bis 1972 dort Wissenschaftlicher Assistent und promovierte 1970 in Mathematik bei Heinrich-Wolfgang Leopoldt mit der Dissertation: Über Nichtarchimedische Banachalgebren. Anschließend war er Dozent für Mathematik an der Gesamthochschule Kassel (heute: Universität Kassel) und seit 1975 bis 2013 dort Professor für Mathematik-Didaktik. 1984 lehnte er einen Ruf an die Universität Dortmund ab und war 1985, 1989 und 1994 Gastprofessor an der Universität Linz. Bis 1995 war er im Beirat der Gesellschaft für Didaktik der Mathematik (GDM), deren 1. Vorsitzender er von 1995 bis 2001 war. Seit 2024 ist er Ehrenmitglied der GDM. Blum lehrt seit 2015 als Lehrbeauftragter an der TU Braunschweig.
Von 2000 bis 2015 gehörte Blum der internationalen PISA Mathematics Expert Group an. Bei der Erstellung der deutschen Bildungsstandards Mathematik fungierte er als wissenschaftlicher Berater. Ein Hauptarbeitsgebiet von Blum ist das Lehren und Lernen mathematischer Modellbildung, ein anderes die Qualitätsentwicklung im Mathematikunterricht. 2006 erhielt er den Archimedes-Preis des Deutschen Vereins zur Förderung des mathematischen und naturwissenschaftlichen Unterrichts (MNU), und 2021 den Henry-Pollak-Award, die Career Research Medal der International Community of Teachers of Mathematical Modelling and Applications (ICTMA).
Werner Blum ist Mitglied im Netzwerk Wissenschaftsfreiheit.

## Veröffentlichungen (Auswahl)
- W. Blum (1975). Ein Grundkurs in Analysis. In: Didaktik der Mathematik 3(3), 163-184
- W. Blum (1982). Stammfunktionen als Flächeninhaltsfunktionen – Ein anderer Beweis des Hauptsatzes. In: Mathematische Semesterberichte 28(1), 126-134
- W. Blum & G. Törner (1983). Didaktik der Analysis. Göttingen: Vandenhoeck & Ruprecht
- W. Blum & M. Niss (1991). Applied Mathematical Problem Solving, Modelling, Applications, and Links to Other Subjects - State, Trends and Issues in Mathematics Instruction. In: Educational Studies in Mathematics 22(1), 37-68. Wiederabgedruckt in: A.J. Bishop (Ed., 2010), Mathematics Education, Volume 1. London: Routledge, 206-231
- W. Blum & A. Kirsch (1991). Preformal Proving: Examples and Reflections. In: Educational Studies in Mathematics 22(2), 183-203
- E. Klieme, H. Avenarius, W. Blum, P. Döbrich, H. Gruber, M. Prenzel u. a. (2003). Zur Entwicklung nationaler Bildungsstandards – Eine Expertise. In: BMBF (Hrsg.), Zur Entwicklung nationaler Bildungsstandards. Bonn: BMBF, 7-174
- W. Blum, C. Drüke-Noe, R. Hartung & O. Köller (Hrsg., 2006). Bildungsstandards Mathematik: konkret. Berlin: Cornelsen-Scriptor
- W. Blum, P. Galbraith, H.-W. Henn & M. Niss (Eds., 2007). Modelling and Applications in Mathematics Education – The 14th ICMI Study. New York: Springer
- W. Blum & D. Leiß (2007). How do Students and Teachers deal with Modelling Problems? In: C. Haines, W. Blum, P. Galbraith & S. Khan (Eds.), Mathematical Modelling (ICTMA 12): Education, Engineering and Economics. Chichester: Horwood, 222-231
- W. Blum & R. Borromeo Ferri (2009). Mathematical Modelling: Can it Be Taught and Learnt? In: Journal of Mathematical Modelling and Application 1(1), 45-58
- J. Baumert, M. Kunter, W. Blum, M. Brunner, T. Dubberke, A. Jordan et al. (2010). Teachers’ mathematical knowledge, cognitive activation in the classroom and student progress. In: American Educational Research Journal 47(1), 133-180
- M. Kunter, J. Baumert, W. Blum, U. Klusmann, S. Krauss & M. Neubrand (Hrsg., 2011). Professionelle Kompetenz von Lehrkräften – Ergebnisse des Forschungsprogramms COACTIV. Münster: Waxmann
- W. Blum, S. Vogel, C. Drüke-Noe & A. Roppelt (Hrsg., 2015). Bildungsstandards aktuell: Mathematik in der Sekundarstufe II. Braunschweig: Schroedel
- W. Blum (2015). Quality Teaching of Mathematical Modelling: What Do We Know, What Can We Do? In: S.J. Cho (Ed.), The Proceedings of the 12th International Congress on Mathematical Education - Intellectual and Attitudinal Challenges. New York: Springer, 73-96
- R. vom Hofe & W. Blum (2016). “Grundvorstellungen” as a Category of Subject-Matter Didactics. In: Journal für Mathematik-Didaktik 37(Supplement 1), 225-254
- G.A. Stillman, W. Blum & G. Kaiser (Eds., 2017). Mathematical Modelling and Applications – Crossing and Researching Boundaries in Mathematics Education. Cham: Springer
- W. Blum (2019). Unterrichtsqualität aus fachdidaktischer Perspektive – Beispiele aus der Mathematik. In: U. Steffens & R. Messner (Hrsg.). Unterrichtsqualität – Konzepte und Bilanzen gelingenden Lehrens und Lernens. Münster: Waxmann, 183-200
- M. Niss & W. Blum (2020). The Learning and Teaching of Mathematical Modelling. London: Routledge
- R. Durandt, W. Blum & A. Lindl (2022). Fostering mathematical modelling competency of South African engineering students: Which influence does the teaching design have? In: Educational Studies in Mathematics 109(2), 361-381
- S. Schukajlow, J. Krawitz, J. Kanefke, W. Blum & K. Rakoczy (2023). Open modelling problems: cognitive barriers and instructional prompts. In: Educational Studies in Mathematics 114(3), 417-438